# 柳家小せん (4代目)
四代目 柳家 小せん（やなぎや こせん、1923年7月24日 - 2006年10月10日）は、落語家。本名∶飯泉 真寿男。生前は落語協会所属。五代目柳家小さんの総領弟子。出囃子は『せり』。

## 経歴

柳家小せん定紋「花菱」

東京市下谷区出身。落語家で百面相の二代目柳家小満んの息子。第二次世界大戦中は陸軍兵士としてインドネシア等に出征。
1949年4月、九代目柳家小三治に入門。前座名は柳家小満輔。1951年3月に二ツ目に昇進し、柳家小きんに改名。1961年9月に二代目柳家さん助と共に真打昇進。四代目柳家小せんを襲名。
フジテレビ『お笑いタッグマッチ』のボケ役回答者や、NETテレビ（現テレビ朝日）系列『日曜演芸会』の大喜利「珍芸コーナー」などの人気番組へ出演し、テレビタレントとして売れた。これらの番組で使用した、妻の仮名を指すフレーズ「ケメ子」が流行語となり、これにちなむポップス『ケメ子の歌』や、小せん自身が作詞した『私がケメ子よ』などのレコードがヒットした。俳優として『日本一の裏切り男』など複数の映画に、声優としてテレビ人形劇番組『ひょっこりひょうたん島』に出演した。
2004年11月24日に上野鈴本演芸場で演じた『道灌』が最後の高座になった。2006年10月10日、肺炎により死去。83歳没。

## 芸歴
- 1949年4月 - 九代目柳家小三治に入門、前座名「小満輔」。
- 1951年 - 二ツ目昇進、「小きん」と改名。
- 1961年 - 真打昇進、「四代目柳家小せん」を襲名。

## 人物
レース編みを趣味としていた。
弟弟子の夢月亭清麿は「総領弟子として常に直弟子を立てて控えめな態度をとり、争いごとなどには無縁だった。また、楽屋などでも落語論や芸人論を語る姿を目にしたことがない」と追悼している。

## 得意ネタ
- 『長屋の花見』
- 『道灌』
- 『替わり目』
- 『町内の若い衆』
- 『湯屋番』
- 『あくび指南』など多数

## 弟子
真打
- 柳家せん八

廃業
- 柳家喜せん[5]